# Otto Reinwald
Otto Reinwald (* 23. August 1899 in Konstanz; † 1. Juli 1968 in München) war ein deutscher Schauspieler und Aufnahmeleiter.

## Leben
Reinwald kam im Alter von zehn Jahren zum Film. Bald erlangte er einige Popularität und wurde kurzzeitig mit Rollen in dänischen Produktionen kurz vor und während des Ersten Weltkriegs sogar ein Kinderstar (neben seinen Schwestern Grete und Hanni). In Deutschland spielte er in dem Wehrertüchtigungs- und Propagandastück Der zwölfjährige Kriegsheld 1915 die Titelrolle. Nach seiner Rückkehr aus Dänemark wirkte Otto Reinwald noch während des Kriegs mit kleinen Rollen in Harry-Higgs-Detektivfilmen mit, danach (mit Ende seiner Schulzeit) geriet er vorübergehend in Vergessenheit.
Erst ab 1923 fand Reinwald wieder Anschluss an das Filmgeschehen und konnte mit kleinen Parts vor die Kamera zurückkehren. Nach nur zwei Tonfilmen wurde seine Karriere erneut unterbrochen, der gebürtige Konstanzer seit 1933 aus rassischen Gründen von künstlerischen Betätigungen weitgehend ausgeschlossen.
Nach dem Zweiten Weltkrieg konnte sich Reinwald wieder beim Film etablieren. Bis Mitte der 60er Jahre wurde er jetzt fast ausschließlich als Aufnahmeleiter beschäftigt.

## Filmografie

### Schauspieler
| - 1913: Der Film von der Königin Luise - 1913: Ein Sommernachtstraum in unserer Zeit - 1913: Das geheimnisvolle X (Det hemmelighedsfulde X) - 1914: Die Geschichte der stillen Mühle - 1914: Im Schützengraben - 1915: Fluch der Schönheit - 1915: Der zwölfjährige Kriegsheld - 1915: Rache! (Hævnens nat) - 1915: Das Auge des Toten (Pengenes magt) - 1915: Der arme Unstern (Proletardrengen) - 1915: Kay und Christinchen (Filmens datter) - 1915: Die Leuchtturmkatastrophe (Katastrofen i Kattegat) - 1916: Fliegende Schatten - 1916: Das Mysterium des Schlosses Clauden - 1917: Fliegende Schatten - 1917: Die Fußspur - 1917: Giovannis Rache - 1919: Fräulein Zahnarzt - 1923: Nanon | - 1923: Der Narr und die Anderen - 1924: Rosenmontag - 1924: Die wunderlichen Geschichten des Theodor Huber - 1925: Vater Voss - 1925: Die freudlose Gasse - 1925: Das alte Ballhaus (2 Teile) - 1925: Die eiserne Braut - 1925: Die Zirkusprinzessin - 1927: Herbstzeit am Rhein - 1927: Zwei unterm Himmelszelt - 1928: Heut’ war ich bei der Frieda - 1929: Es war einmal ein treuer Husar - 1929: Verirrte Jugend - 1929: Vererbte Triebe - 1929: Die Halbwüchsigen - 1930: Namensheirat - 1930: Nur am Rhein - 1932: Eine von uns - 1954: Unternehmen Edelweiß |

### Aufnahmeleiter
| - 1944: Das war mein Leben - 1948: Der Apfel ist ab - 1949: Tromba - 1949: Hallo Fräulein - 1949: Einmaleins der Ehe - 1951: Das seltsame Leben des Herrn Bruggs - 1951: Hanna Amon - 1953: Die Junggesellenfalle - 1953: Ave Maria - 1954: Conchita und der Ingenieur - 1954: Unternehmen Edelweiß - 1955: André und Ursula - 1955: Mädchen ohne Grenzen | - 1956: Hilfe – sie liebt mich! - 1956: Rot ist die Liebe - 1957: Ein Amerikaner in Salzburg - 1958: Mit Eva fing die Sünde an - 1958: Du gehörst mir - 1959: Hubertusjagd - 1959: Die Wahrheit über Rosemarie - 1959: Die Nackte und der Satan - 1960: Endstation Rote Laterne - 1960: Der Satan lockt mit Liebe - 1960: Die Rote Hand - 1961: Bankraub in der Rue Latour - 1965: Die fromme Helene |